# South West Singapore District

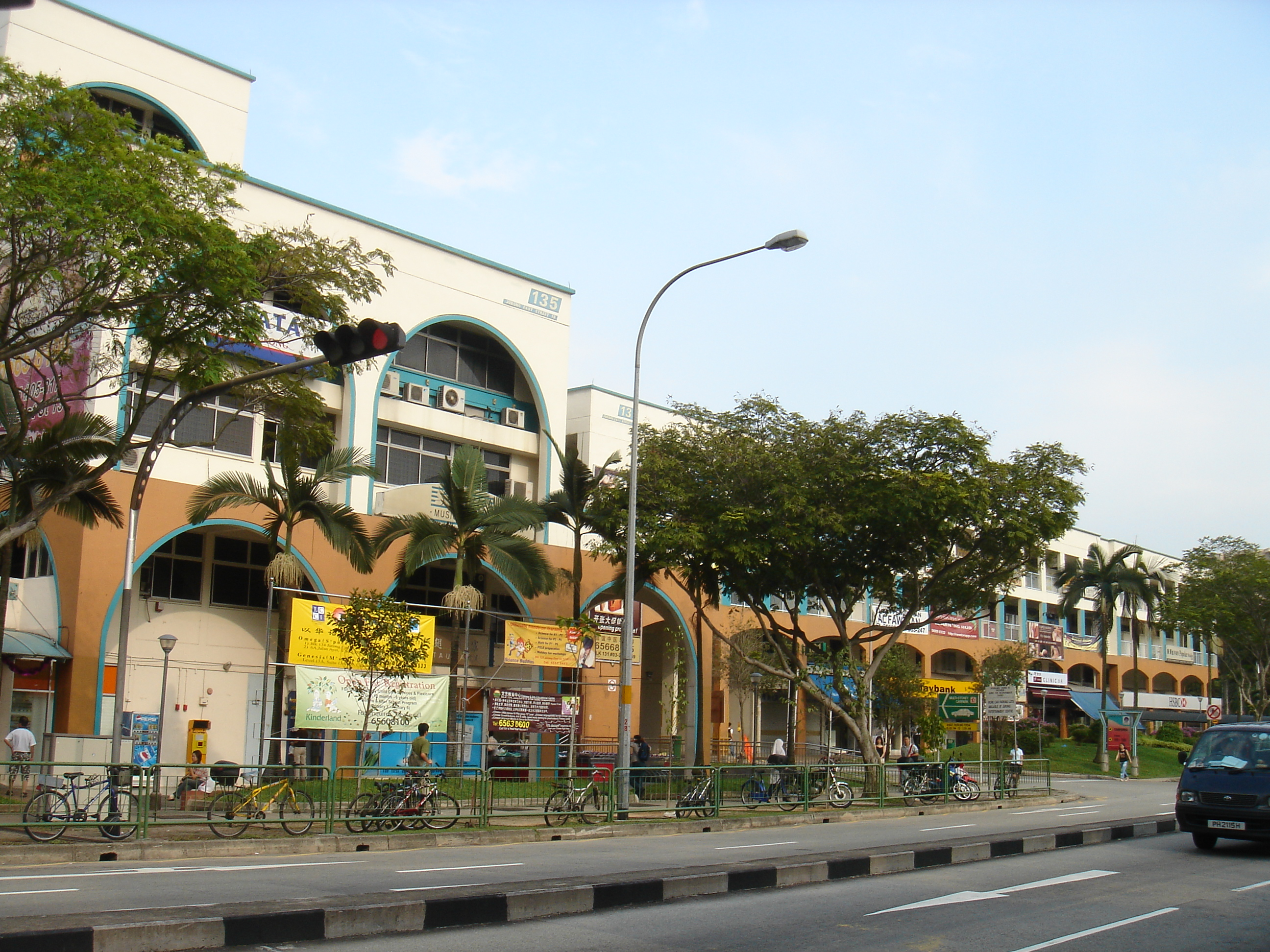
Jurong East

Der South West Singapore District (oder Südwest) ist eines der fünf Community Development Councils (CDC) des Stadtstaates Singapur. In dem am 24. November 2001 gegründeten Distrikt leben 730.000 Einwohner.
Es umfasst Hong Kah, Jurong mit Tuas, die Westküste und Chua Chu Kang.